# Zaccheus Daniel
Zaccheus Daniel (* 1874; † 1964) war ein US-amerikanischer Astronom.
Daniel arbeitete seit 1903 zusammen mit Henry Norris Russell am Halsted Observatory der Princeton University, dort begann er Beobachtungen von variablen Sternen. Bereits im Juni 1907 entdeckte Daniel den hellen Kometen C/1907 L2 (Daniel), der im Sommer 1907 die Berichterstattung des Scientific American dominierte.
Daniel entdeckte am 7. Dezember 1909 den periodischen Kometen 33P/Daniel.
Ab 1910 arbeitete er am Allegheny Observatory der University of Pittsburgh.